# Simulium jefersoni
Simulium jefersoni es una especie de insecto del género Simulium, familia Simuliidae, orden Diptera.
Fue descrita científicamente por Hamada, Hernandez, Luz & Pepinelli, 2006.